# Ninpō
Con il termine ninpō (忍法?, ninpō), si definiscono una serie di filosofie cinesi e tibetane, che sono alla base della pratica di questa arte marziale giapponese sviluppatasi tra il IX e XII secolo. 
La parola ninpō è composta da nin (忍?, nin, sopportare) e hō (法?, hō, legge): significa quindi «la legge della sopportazione».
In Giappone, i principali praticanti di questa arte erano i jizamurai («samurai di campagna») e i sōhei («monaci guerrieri»), che, utilizzandola ai fini di spionaggio, sabotaggio e raccolta di informazioni, finirono per modificarne la natura, creando le basi del Ninjutsu.
Il ninpō è composto da tre principali tecniche: il Taijutsu («arte del corpo»), il Bōjutsu («arte del bastone») e il Kenjutsu («arte della spada»).
Il ninpō è anche alla base del Budō.
È odiernamente insegnato generalmente insieme al ninjutsu.